# Mano

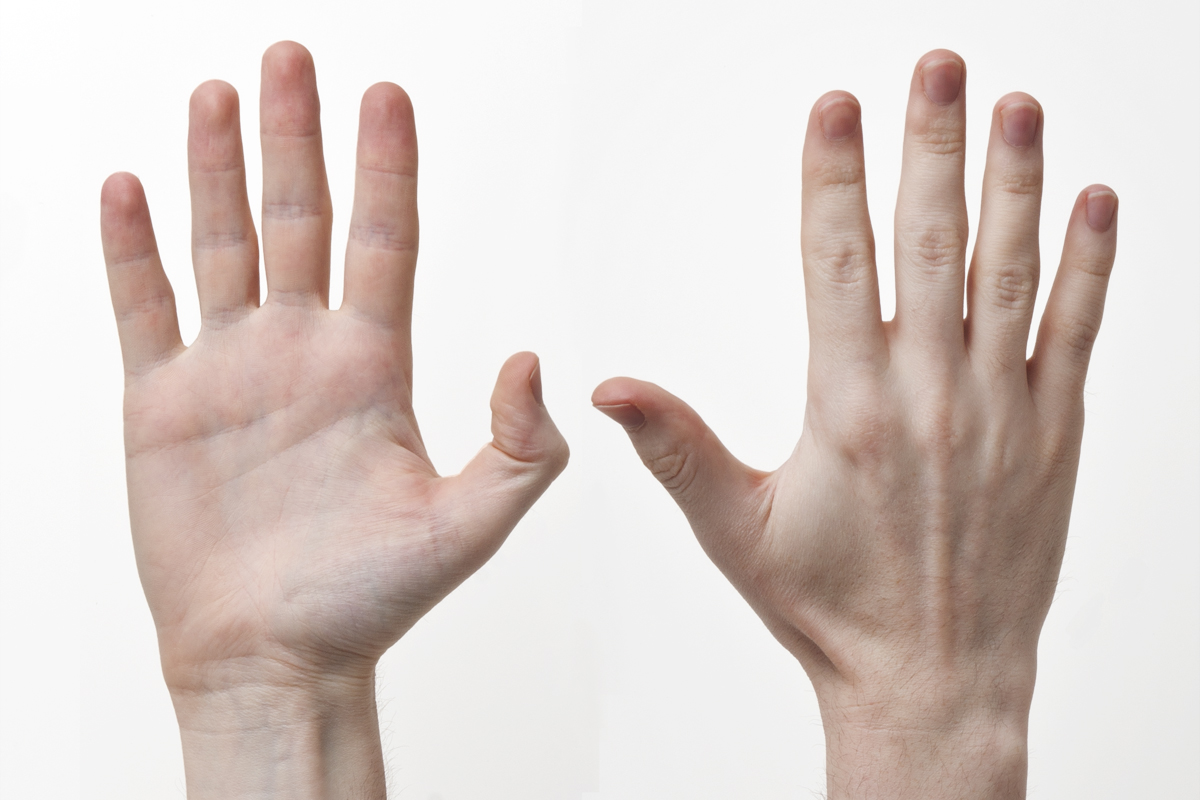
Caras palmar y dorsal de la mano derecha del ser humano

La mano (del latín manus), en general, es un apéndice prensil con varios dedos ubicado al final del antebrazo o miembro anterior de primates como los humanos, chimpancés, monos y lémures. En algunos otros vertebrados a menudo se denominan manos, en lugar de patas, las extremidades delanteras.
En los seres humanos, la manoes un órgano par que forma parte de cada una de las dos extremidades del cuerpo humano, y es el cuarto segmento del miembro superior o torácico. Se localiza en el extremo de cada uno de los antebrazos; es prensil y tiene cinco dedos. Abarca desde la muñeca hasta la yema de los dedos.

## La mano humana para manipulación

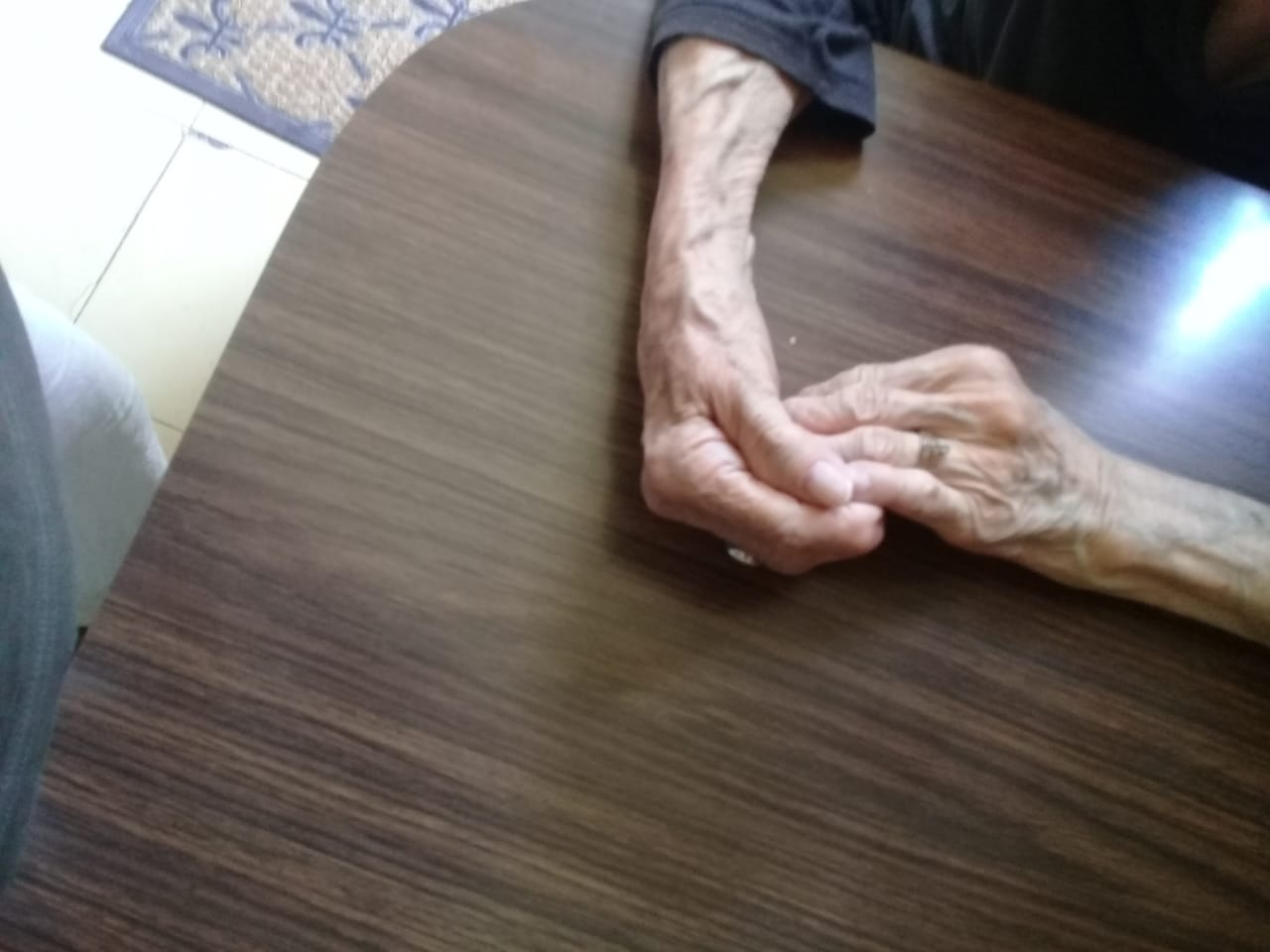
Las manos de una mujer de 101 años, en la Ciudad de México, en el 2020.

Las manos son el principal órgano para la manipulación física del medio. Las puntas de los dedos contienen una de las zonas con más terminaciones nerviosas del cuerpo humano; son la principal fuente de información táctil sobre el entorno, por lo que el sentido del tacto se asocia inmediatamente con las manos. Como en los otros órganos pares (ojos, oídos, piernas), cada una de las manos está controlada por el hemisferio cerebral del lado contrario del cuerpo. Siempre hay una predominante sobre la otra, la cual se encargará de actividades como la escritura manual; de esta forma, la persona podrá ser zurda, si la predominancia es de la mano izquierda (siniestra) o diestra, si es de la derecha (diestra); este es un rasgo personal.

## Anatomía de la mano humana

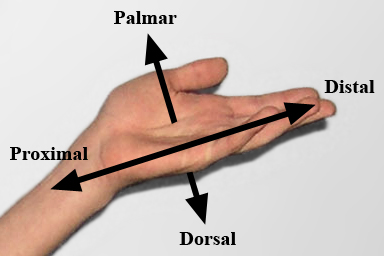
Axisas de una mano

La mano humana está unida al antebrazo por una unión llamada muñeca (cuyos huesos forman el carpo) y consiste en una palma central (cuyos huesos forman el metacarpo) de la que surgen cinco dedos. Además, la mano está compuesta de varios músculos y ligamentos diferentes que permiten una gran cantidad de movimientos y destreza.

### Dedos
Nombre de los cinco dedos de fuera hacia adentro, con la palma hacia arriba:
- Dedo pulgar, también conocido como «dedo gordo de la mano» o «primer dedo de la mano».[4]
- Dedo índice, también conocido como «segundo dedo de la mano».[5]
- Dedo cordial, también conocido como «tercer dedo de la mano», «dedo medio», «dedo mayor», «dedo corazón» o «dedo grosero».[6][7]
- Dedo anular, también conocido como «cuarto dedo de la mano»; se le llama anular por ser el que porta el anillo de matrimonio en la cultura occidental.[8]
- Dedo meñique, también conocido como «quinto dedo de la mano» o «dedo pequeño de la mano».[9][10]

#### El pulgar
El primer dedo es el dedo pulgar (conectado al trapecio); está en el lado externo de la mano hallándose esta, en posición anatómica, paralelo al brazo. El pulgar puede rotar fácilmente 90°, perpendicularmente a la palma, no como el resto de dedos que solamente pueden rotar cerca de 45°. Una forma fiable de reconocer manos verdaderas en el resto de animales (no humanos) es observar si poseen pulgares oponibles. Los pulgares oponibles se diferencian por poder oponerse al resto de los dedos en una acción muscular conocida como oposición. Los otros cuatro dedos de la mano se localizan en el borde exterior de la palma. Estos cuatro dedos pueden ser plegados hacia la palma, lo que permite sostener objetos y además agarrar otros más pequeños.

### Huesos

Huesos de la mano

La mano humana tiene 27 huesos: el carpo o muñeca tiene 8; el metacarpo o palma tiene 5 y los 14 huesos restantes son digitales.

#### Huesos de la muñeca
La muñeca tiene ocho huesos (los huesos carpianos), dispuestos en dos grupos de cuatro. Estos huesos encajan en una pequeña cavidad formada por los huesos del antebrazo el radio y el cúbito, si bien es de resaltar que el cúbito no se articula directamente con ninguno de los huesos de la muñeca. Bajo la cara inferior del cúbito se encuentra el ligamento triangular de la muñeca, que sí se articula con los huesos.
- Los huesos de la fila proximal son, de fuera hacia adentro: el escafoides, el semilunar, el piramidal y el pisiforme.
- Los huesos de la fila distal son, de fuera hacia adentro: el trapecio, el trapezoide, el grande y el ganchoso.

#### Huesos de la palma
La palma de la mano tiene cinco huesos (los huesos metacarpos), uno por cada dedo.

#### Huesos digitales
Las manos humanas contienen catorce huesos digitales, también llamados falanges: dos en el pulgar, y tres en cada uno de los otros cuatro dedos; cabe mencionar que el pulgar no tiene falange media.
Los huesos de la mano humana son:
- falanges distales
- falanges medias
- falanges proximales

### Anatomía de la mano
Cada mano posee 27 huesos, 8 en el carpo, 5 metacarpianos y un total de 14 falanges. En conjunto forman un canal de concavidad anterior por el que se deslizan los tendones de los músculos flexores de los dedos.
Los ocho huesos del carpo se organizan en dos filas o hileras, una superior y otra inferior. De radial a cubital la fila superior compuesta de los huesos escafoides (escafoideum), semilunar (lunatum), piramidal (triquetum) y pisiforme. La fila inferior la forman el trapecio (trapecium), trapezoide (trapezoideum), hueso grande (capitatum) y hueso ganchoso (amatum).
A excepción del hueso piramidal, pisiforme, y del ganchoso, la mayor parte de los huesos del carpo presentan forma cuboides y constan de seis caras.
Las caras anteriores y posteriores son rugosas y corresponde a las caras palmar y dorsal de la mano. Las caras superior, inferior y lateral o medial son articulares, excepto las caras laterales de los huesos que están en los extremos de ambas filas del carpo.

#### Fila superior

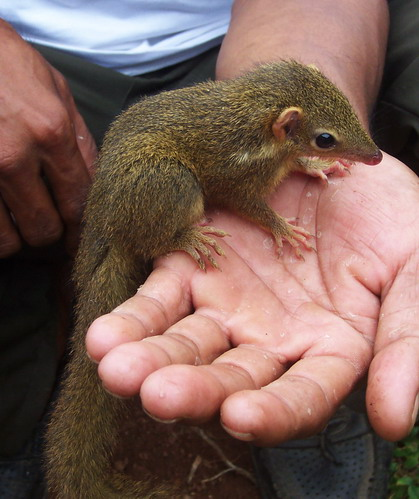
«Mano» de Tupaia javanica, comparada con una humana.

Hueso escafoides: es el más lateral, alargado de la superior e inferior y de medial a lateral. Se describen en él:
- Cara anterior: rugosa y prolongada por una saliente denominada tubérculo del hueso escafoides, donde se inserta el ligamento colateral radial del carpo.
- Cara posterior: es estrecha y reducida en un surco rugoso.
- Cara superior: convexa, articular y relacionada con el radio.
- Cara inferior: convexa y articular para los huesos trapecio y trapezoide.
- Cara medial: posee dos superficies articulares: una superior, pequeña y otra inferior más extensa.
- Cara lateral: rugosa y excavada por un surco.

Hueso semilunar: situado entre el escafoides y el piramidal.
- Cara anterior: convexa y rugosa.
- Cara posterior: casi plana y rugosa.
- Cara superior: convexa y se articula con el radio.
- Cara inferior: es cóncava y se une al hueso grande lateralmente y medialmente con el hueso ganchoso por medio de una superficie estrecha.
- Cara medial: articula con el hueso piramidal.
- Cara lateral: articula con el hueso escafoides.

Hueso piramidal: presenta una forma de una pirámide cuadrangular.
- Cara anterior: tiene una superficie articular algo convexa destinada al hueso pisiforme.
- Cara posterior: presenta una saliente rugosa transversal, la cresta del hueso piramidal donde se inserta un fascículo del ligamento colateral cubital del carpo.
- Cara superior: convexa articulada con el disco articular.
- Cara inferior: cóncava, en conexión al hueso ganchoso.
- Vértice medial: este vértice es rugoso.
- Cara lateral (base): articulada con el hueso semilunar.

Hueso pisiforme: hueso irregularmente redondeado.
- Cara anterior: la superficie de inserción del músculo flexor cubital del carpo en su parte superior y del músculo abductor del meñique en su parte inferior.
- Cara posterior: ligeramente cóncava, en conexión con la cara anterior del hueso piramidal.
- Cara lateral: presenta un surco poco profundo en relación con la arteria cubital del carpo.

#### Fila inferior
Hueso trapecio: el más lateral de la segunda fila.
- Cara anterior: presenta un surco, limitado lateralmente por una cresta saliente, denominada tubérculo del hueso trapecio.
- Cara posterior: rugosa, presenta en sus extremos lateral y medial un tubérculo destinado a la inserción de ligamentos.
- Cara superior: cóncava en relación con el hueso escafoides.
- Cara inferior: convexa de anterior a posterior. Articula con el primer hueso metacarpiano.
- Cara medial: se halla en relación, mediante dos superficies articulares distintas, con el hueso trapezoide superiormente y el hueso metacarpiano inferiormente en el segundo.
- Cara lateral: es rugosa.

Hueso trapezoide: situado entre el hueso trapecio y el hueso grande.
- Cara anterior y posterior: rugosa.
- Cara superior: es cóncava y se articula con el hueso escafoides.
- Cara inferior: se une al segundo hueso metacarpiano.
- Cara medial: es cóncava y se articula con el hueso grande.
- Cara lateral: es convexa superior a inferior y cóncava de anterior a posterior.

Hueso grande: es el más voluminoso de los huesos del carpo. Se describen en él una parte superior redondeada cabeza, un cuerpo y una zona intermedia denominada cuello.
- Cara anterior: es rugosa
- Cara posterior: se prolonga inferiormente por medio de una saliente: la apófisis de hueso grande.
- Cara superior: convexo y se articula con los huesos escafoides y semilunar.
- Cara inferior: superficie articular en la cual se distinguen tres carillas yuxtapuestas para el 2, 3 y 4 hueso metacarpiano.
- Cara medial: presenta una superficie articular destinada al hueso ganchoso.
- Cara lateral: se une superiormente al hueso escafoides e inferiormente al hueso trapezoide.

Hueso ganchoso: presenta la forma de un prisma triangular. Consta de cinco caras: dos bases no articulares, una anterior y otra posterior, y tres caras articulares.
- Cara anterior: presenta una saliente en forma de gancho.
- Cara posterior: rugosa.
- Cara inferior es articulada y está dividida en dos carillas: una lateral y cóncava para el cuarto metacarpiano, y otra medial, cóncava de anterior a posterior y convexa de lateral a medial, para el quinto metacarpiano.
- Cara súperomedial: convexo superiormente y cóncavo inferiormente, es rugosa a lo largo de su borde inferior.
- Cara lateral: se articula con el hueso grande.

## Macizo óseo carpiano. Canal carpiano y conducto carpiano
Los ocho huesos del carpo forman en conjunto un macizo óseo que presenta cuatro caras (anterior, posterior, superior e inferior) y dos bordes (lateral y medial).
Canal carpiano: este canal está limitado lateralmente por los tubérculos de los huesos escafoides y trapecio, y medialmente por la eminencia del hueso pisiforme y el hueso ganchoso.
Conducto carpiano: por donde discurren el nervio mediano, y los tendones de los músculos flexor superficial de los dedos, flexor profundo de los dedos y flexor largo del pulgar.

### Metacarpo
Constituye el esqueleto de la palma y del dorso de la mano, se compone de cinco huesos largos. Los espacios limitados entre ellos se denominan espacios interóseos.
De lateral a medial, reciben los nombres de primero, segundo, tercero, cuarto y quinto metacarpiano.
A) Características comunes de los huesos metacarpianos
Se distingue un cuerpo y dos extremos: la base y la cabeza del hueso metacarpiano.
1. Cuerpo: describen una curva de concavidad anterior y posee una forma prismática triangular.
- - Cara posterior: ligeramente convexa, ancha inferiormente y afilada superiormente.
  - Dos Caras, lateral y medial: limitan los espacios interóseos y en las que se insertan los músculos interóseos.
  - Dos bordes, lateral y medial: más marcados en la mitad inferior que en la superior.
  - Borde anterior: cóncavo.

2. Base: la base superior y cuboides.
- - Cara superior: articular en relación con los huesos de la segunda del carpo.
  - Dos caras, lateral y medial: articulares, en conexión con las de los metacarpianos vecinos.
  - Cara dorsal y palmar: presenta rugosidades en las que se insertan ligamentos y músculos.

3. Cabeza: representa el extremo inferior del hueso metacarpiano. Es aplanada de lateral a medial.
- - Cara inferior: convexa y articular, articulándose con la base de la falange proximal.
  - Dos caras, lateral y medial: ligeramente deprimidas y superiormente a dicha de presión, un tubérculo donde se insertan ligamentos colaterales de la articulación metacarpofalángica.
  - Cara dorsal: rugosa.
  - Cara palmar: está ocupada en gran parte por la superficie articular.

B) Algunas características propias de cada hueso metacarpiano
1. Primer hueso metacarpiano:
- - Es el más corto y voluminoso de todos.
  - Su base no presenta superficie articulares lateral y medial.

2. Segundo hueso metacarpiano:
- - Es el más largo de todos los huesos metacarpiano.
  - La cara dorsal de la base presenta el apófisis estiloide del segundo hueso metacarpiano.

3. Tercer y cuarto hueso metacarpiano:
- - Cada uno de la cara lateral o medial correspondiente de las bases presenta superficies articulares.
  - El cuarto hueso metacarpiano es mucho más delgado que el tercero.

4. Quinto hueso metacarpiano:
- - Su base presenta una sola carilla articular lateral.
  - La carilla medial de esta base presenta un tubérculo destinado a la inserción del músculo extensor cubital del carpo.

Por tanto, y con todo esto, la muñeca no pertenece a la mano, sino que es un punto de unión entre la mano y el antebrazo.

## Falanges
Cada dedo, con excepción del dedo pulgar, consta de tres segmentos óseos: La falange. El pulgar presenta solamente dos. Se designan con los nombres de falange proximal, media y distal.
La falanges son huesos largos, presentan un cuerpo y dos extremos: la base y la cabeza de la falange.
A) Falange proximal:
- Cuerpo: es semi cilíndrico, convexo posteriormente y ligeramente cóncavo anteriormente.
- Base: presenta una cavidad glenoidia para la cabeza del metacarpiano y dos carillas palmarés para los huesos sesamoidios y dos tubérculos laterales, determinados para la inserción de los ligamentos colaterales de las articulación metacarpo falangica.
- Cabeza: termina en una tróclea relacionada con la base de la falange media. La superficie articular se extiende ampliamente sobre la cara palmar de la cabeza.

B) Falange media:
- Cuerpo: es semejante al de la falange proximal.
- Base: provista de una superficie articular Formada por dos vertientes laterales separadas en una cresta roma.
- Cabeza: presenta la misma configuración que la de la falange proximal.

C) Falange distal:
- Cuerpo: es muy corto, convexo dorsalmente, y plano en su cara palmar.
- Base: es semejante al de la falange media.
- Extremo distal: ancho y convexo posteriormente, presenta en su cara palmara una superficie rugosa y saliente de forma de herradura.

D) Falange del dedo pulgar:
- Falange proximal: semejante a las otras falanges proximales de los otros dedos.
- Falange distal: es análoga a la falange distal.

No obstante, las dos falanges del dedo pulgar son más voluminosas que las de los otros dedos.

### Huesos sesamoideos
Se da el nombre de huesos sesamoideos a unos pequeños huesos que presentan la forma de sésamo.
En la mano existe un número variable de huesos sesamoideos, todos situados en la cara palmar.
Dos son constantes y se encuentran en la cara palmar de la articulación metacarpofalángica del de los dedos índice y meñique. Con menos frecuencia se observan en las articulaciones metacarpofalángicas del dedo medio y del anular y en la articulación interfalángica del dedo pulgar. Otros autores afirman[cita requerida] que el único constante es el del dedo pulgar. Los de índice y meñique son menos constantes, pero también suelen aparecer. Con menor frecuencia a estos se observan las articulaciones metacarpofalángicas del dedo medio y del anular.

## Variación, tamaño de la mano

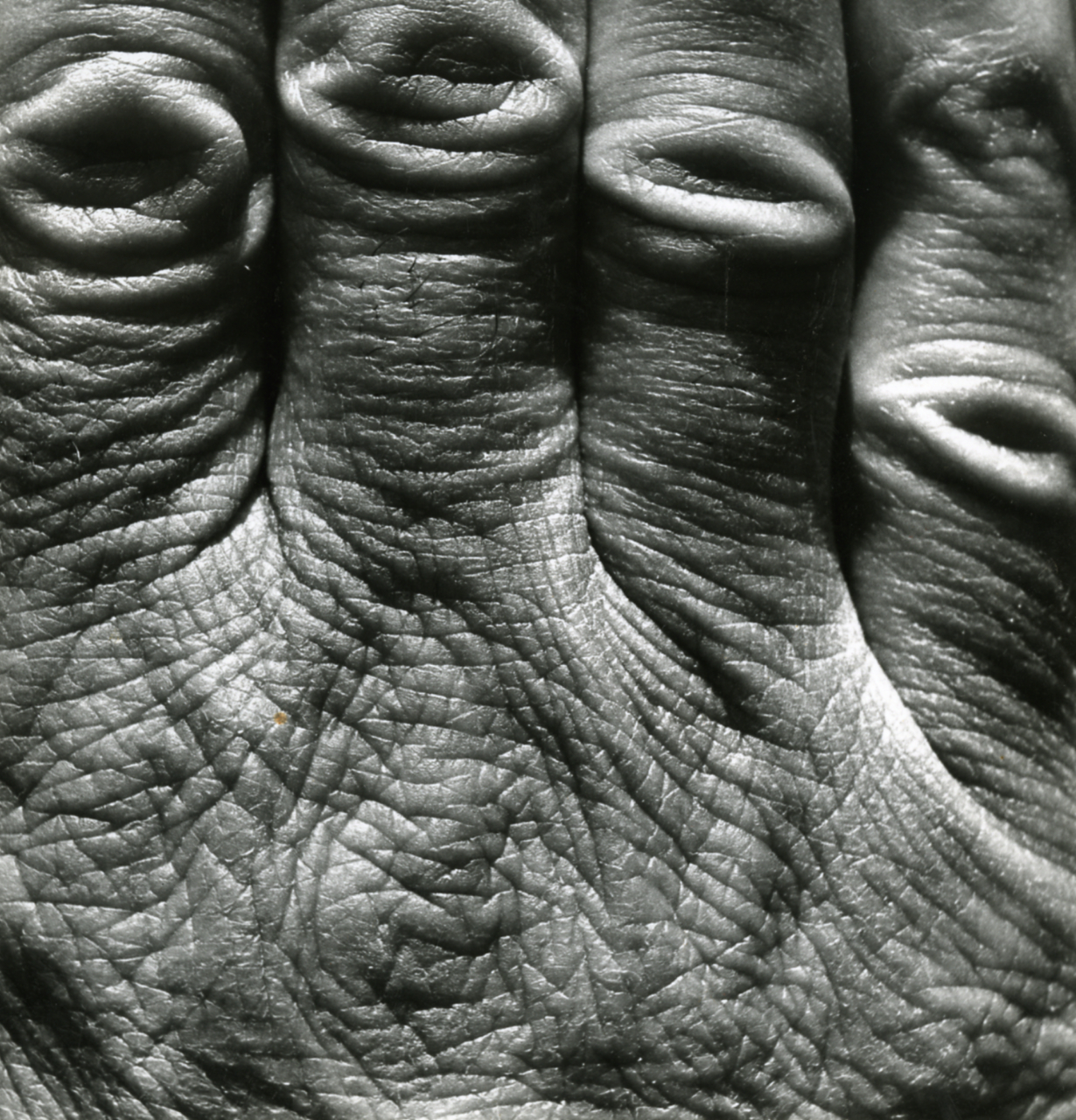
Mano, Paolo Monti.

El promedio de una mano de un hombre adulto es de 175 mm, mientras que la longitud media de una mano femenina adulta es de 162 mm. La amplitud media de la mano de hombres y mujeres adultos es de 80 y 70 mm, respectivamente.
La relación de la longitud del dedo índice a la longitud del dedo anular en adultos se ve afectado por el nivel de exposición a las hormonas sexuales masculinas del embrión en el útero. Esta relación está por debajo de 1 para ambos sexos, pero es menor en hombres que en mujeres, en promedio.

## Usos de las manos

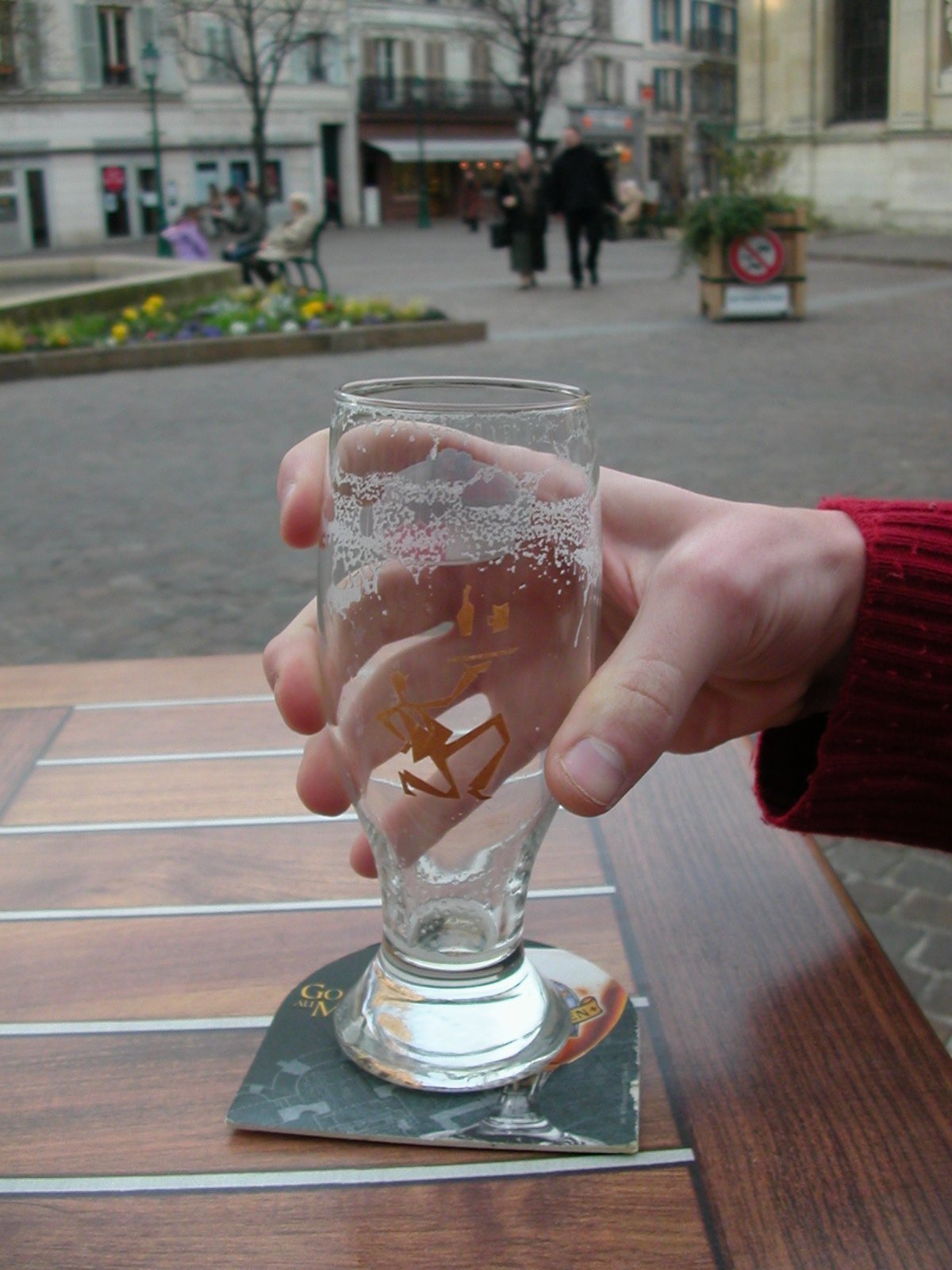
El pulgar en oposición a los demás dedos permite asir objetos con facilidad.

El uso principal de las manos es el de tomar y sostener objetos, aunque de estos usos generales derivan muchos más, debido a la gran versatilidad de movimiento del que es capaz la mano, así como por la precisión que puede alcanzar en estos movimientos. Ejemplos de usos de las manos son:
- Las manos y los dedos son "utensilios" primordiales para poder comer y beber.
- Las manos se utilizan en múltiples costumbres, como el saludo (véase apretón de manos).[14]
- Con la mano se puede gesticular, e incluso existen lenguajes de señas para la comunicación con personas sordas o con problemas auditivos. Algunos gestos pueden ser especialmente obscenos (dependiendo del país o ámbito), como también ocurre con el lenguaje verbal, y un ejemplo es el puño con el dedo corazón extendido, o con el índice y meñique extendidos.[15][16]
- La mano también sirve como instrumento de medida. Una mano extendida es un palmo, aunque su longitud es muy variable según la persona.
- Las personas invidentes pueden utilizar sus manos como instrumentos de lectura mediante la escritura en Braille. En esta escritura, la sensibilidad de los dedos entra en acción, ya que han de ser capaces de sentir los pequeños surcos en el papel de los que se compone.
- Una mano cerrada es un puño,[17] y puede servir para golpear o para sujetar objetos pequeños. Una mano cerrada con el dedo índice extendido sirve para señalar o tocar algo.
- También se puede sujetar un lápiz u otro instrumento similar para escribir o dibujar. La escritura es una actividad que realmente exige una gran precisión y coordinación de los distintos músculos y articulaciones que componen la mano.
- Utilizarlas para comunicarse o aliviar el dolor mediante técnicas de masaje,[18] también denominado «tacto estructurado».
- Otro uso es el de obtener o dar placer físico.[19]
- La mano ha dado surgimiento a la regla de la mano derecha, que es un convenio práctico empleado en física y mecánica.
- Debido a la versatilidad del movimiento de la mano, ésta puede usarse para interpretar instrumentos musicales.[20]

## Enfermedades del hueso
- síndrome de la mano extraña